# Dustin Hogue
Dustin Hogue (Yonkers, Nueva York, 30 de junio de 1992) es un jugador de baloncesto estadounidense que pertenece a la plantilla del Real Sebastiani Rieti de la Serie A2 italiana. Con 1,98 metros de estatura, juega en la posición de ala-pívot.

## Trayectoria deportiva

### Universidad
Pasó dos temporadas en el Community College de Indian Hills, promediando en la segunda de ellas 12,9 puntos y 5,4 rebotes por partido. Completó su formación académica y deportiva con los Cyclones de la Universidad Estatal de Iowa, en las que promedió 10,5 puntos, 6,7 rebotes y 1,1 asistencias por partido.

### Profesional
Tras no ser elegido en el Draft de la NBA de 2015, en el mes de agosto fichó por el A.E. Neas Kīfisias de la A1 Ethniki griega. Jugó una temporada en la que promedió 12,5 puntos y 8,1 rebotes por partido, acabando como máximo reboteador de la temporada regular de la competición helena.
En 29 de junio de 2016 fichó por el Aquila Basket Trento de la Lega Basket Serie A italiana.
En la temporada 2021-22, firma por el U-BT Cluj-Napoca de la Liga Națională rumana. Posteriormente, el 1 de julio de 2022 fichó por el BC Prometey de la Liga Letona-Estonia de Baloncesto.
El 6 de enero de 2023, firma por el Promitheas Patras B.C.  de la A1 Ethniki.